# Aedes masoalensis
Aedes masoalensis är en tvåvingeart som beskrevs av Didier Fontenille och Jacques Brunhes 1984. Aedes masoalensis ingår i släktet Aedes och familjen stickmyggor.
Artens utbredningsområde är Madagaskar. Inga underarter finns listade i Catalogue of Life.